# Бобисокс
Бобисокс (Bobbysocks) је био норвешки поп двојац који је победио на Песми Евровизије 1985. са песмом La det swinge (”Пусти свинг”).
Двојац су 1983. основале Хане Крог и Елизабет Андреасен. Хане је из Норвешке, Елизабет је норвешко-шведска певачица.
1985. године Бобисокс су добиле награду Пер Гинт, коју додељује норвешки парламент Стортингет.
Састав Бобисокс је деловао до 1988, међутим Хане и ”Бетан” (Елизабет) се и даље понекад заједно појављују на сцени. Биле су међу гостима који су се појавили на Честитамо!, посебном телевизијском програму који је у октобру 2005. организовао Дански радио поводом педесетогодишњице Песме Евровизије.

## Биографија
Хане Крог (Hanne Krogh Sundbø), рођена 24. јануара 1956. у Хаугесунду, свој први албум снимила је 1970, кад јој је било 14 година, Норвешку је представљала већ на Песми Евровизије 1971., са песмом Lykken er…. (освојила је претпоследње место).
Елизабет Андреасен (Elisabeth Gunilla Andreassen) је рођена 28. марта 1958. у шведском Гетеборгу, у норвешкој породици. ”Открио” ју је 1979. шведски музичар и телевизијски водитељ Ласе Холм, и она се 1980. прикључује његовом дуету ”Чипс” са Кики Данијелсон. Састав ”Чипс” је са песмом Dag efter dag заузео осмо место за Шведску на Песми Евровизије 1982. Елизабет је учествовала и самостално на шведском националном изборном такмичењу Мелодифестивалену 1984. са песмом Kärleksmagi.

### Како је двојац основан
Идеја да оснује састав попут Бобисокс припада Хане Крог, која је желела да оформи двојац већ доказаних певача који би изводили музику са којом је одрасла. Кажу да ова одлука има подлогу у догађају када је Хане пророчица прочитала судбину, и рекла јој како ће постићи огроман успех у двојцу са другом норвешком певачицом.  Једна од певачица коју је Хане имала у виду је била Анита Скорган. Са Елизабетом се први пут упознала током посете Белгији 1983. Хане није била сасвим сигурна да би Бетан била прави избор, јер је пророчанство говорило како друга и двојцу такође мора бити Норвежанка – но проблеми су нестали када се испоставило да Бетан, која је била расположена за идеју, носи норвешки пасош.
Прву плочу, Bobbysocks, двојац је објавио 1984. и била је велики успех у Норвешкој.

### 
Песму La det swinge, са којом су Бобисокс победиле на Песми Евровизије 1985. у Гетеборгу, компоновао је Ролф Ловланд, кансије члан састава Сикрет гарден за амбијенталну и келтску музику, који су са његовом песмом Nocturne победили и 1995. у Даблину, и аутор још два норвешка евровизијска представника. Продуцент је био Торгни Содерберг, који је годину дана раније писао победничку песму Diggi-loo, diggi-ley за шведски састав Хериз.
Бобисокс су песму изводиле на норвешком језику и освојиле убедљиво прво место са 123 поена. Била је то прва норвешка победа на Песми Евровизије (након већ шест последњих места у 24 учешћа).
Песма је ода плесу уз стару музику са радија и у складу са тиме је писана у старомоднијем стилу од осталих учесника, уз упечатљиве деонице саксофона. Била на првој позицији на норвешким лествицама. На синглу је издата и на норвешком и на енглеском језику. Шведски забавни хард рок састав ”Блак ингварс” је укључио обраду ове песме на свом албуму Schlager Metal из 1998.

### Након 1985.
Након победе на Песми Евровизије двојац је уживао огромну популарност и имали су више међународних турнеја широм Европе, у Аустралији па чак и запамћен концерт у Москви (у тадашњем СССР). 1986. године су издале плочу Waiting for the morning, коју је такође потписао Ловланд. Плоча је била добро примљена у Норвешкој и другде и Европи и награђена норвешком наградом за најуспешније извођаче Spellemannprisen. Двојац је исте године добио и награду Пер Гинт норвешког парламента. Током зиме 1986/87. су радиле на албуму Walkin' on air у Лос Анђелесу. Разишле су се 1988.
Елизабет Андреасен је 1990. поново учествовала на Мелодифестивалену и заузела седмо место са Jag ser en stjärna falla. На Песми Евровизије је представљала Норвешку 1994. у Даблину, у двојцу са Јаном Вернером Данијелсеном и песмом Duett за шесто место и 1996. у Ослу самостално са песмом I evighet за друго место.
Бетан је са четири учешћа жена са највише наступа на Песми Евровизије. Учествовала је и на норвешком националном избору, Мелоди гран прију 1998. са песмом Winds of the Northern Sea (2. место), те са Кики Данијелсон и Лотом Енгберг на Мелодифестивалену 2002. (Vem é dé du vill ha, 3. место) и Мелоди гран прију 2003. (Din hånd i min hånd, 4. место). Водила је програм Мелоди гран прија 1992. са Јаном Тејгеном и Мелодифестивалена 2000. са деветоро других певача.
Удата је, има две кћери, живи у Улерну крај Осла, и један је од најплаћенијих норвешких певача.
Хане је као чланица састава "Just 4 Fun" представљала Норвешку на Песми Евровизије 1991. у Риму са песмом Mrs. Thompson (освојили су 17. место). Издала је 19 самосталних албума и 19 синглова, са децом и божићном сезоном као честим темама.

## Дискографија
- 1984.: Bobbysocks (поново издат 1985)
- 1986.:
- 1987.: